# Điều ước Nhật–Triều 1876
Điều ước bất bình đẳng Nhật–Triều 1876, còn được gọi là Điều quy Tu hảo Nhật-Triều theo tiếng Nhật hoặc Điều ước đảo Ganghwa theo tiếng Triều Tiên, được thực hiện giữa đại diện ngoại giao của các bên: Đế quốc Nhật Bản và nhà Triều Tiên vào năm 1876, sau khi các cuộc đàm phán kết thúc vào ngày 26 tháng 2 năm 1876. Trước đó, Hải quân Nhật Bản đã sử dụng pháo hạm để buộc Triều Tiên phải mở cửa các hải cảng của mình cho thương nhân người Nhật vào buôn bán.

## Bối cảnh
Sau Cách mạng công nghiệp trong thế kỷ 18, các quốc gia châu Âu bắt đầu thuộc địa hóa nhiều lãnh thổ tại châu Phi và châu Á - theo học thuyết chính trị được gọi là Chủ nghĩa đế quốc. Khu vực Đông Á cũng bị các thế lực ngoại quốc xâm chiếm, bắt đầu từ Chiến tranh nha phiến lần thứ nhất (1839 – 1842) và Chiến tranh nha phiến lần thứ hai (1856 – 1860) chống lại nhà Thanh, Đại Thanh suy sụp, trở thành một lãnh thổ bán thuộc địa. Trong khi đó, Hải đoàn Á châu của Hải quân Hoa Kỳ dưới quyền Matthew C. Perry cũng buộc Nhật Bản phải mở cửa các hải cảng của mình cho thế giới phương Tây vào năm 1854.
Bị bẽ mặt trước các điều ước bất bình đẳng và viễn cảnh mất độc lập cùng sự toàn vẹn lãnh thổ trước các cường quốc phương Tây, Nhật Bản lao vào Minh Trị Duy tân - một cuộc cách mạng thành công đã biến đổi nhanh chóng đảo quốc này từ một xã hội tương đối trung cổ thành một quốc gia công nghiệp hóa hiện đại.

## Sự kiện đảo Ganghwa

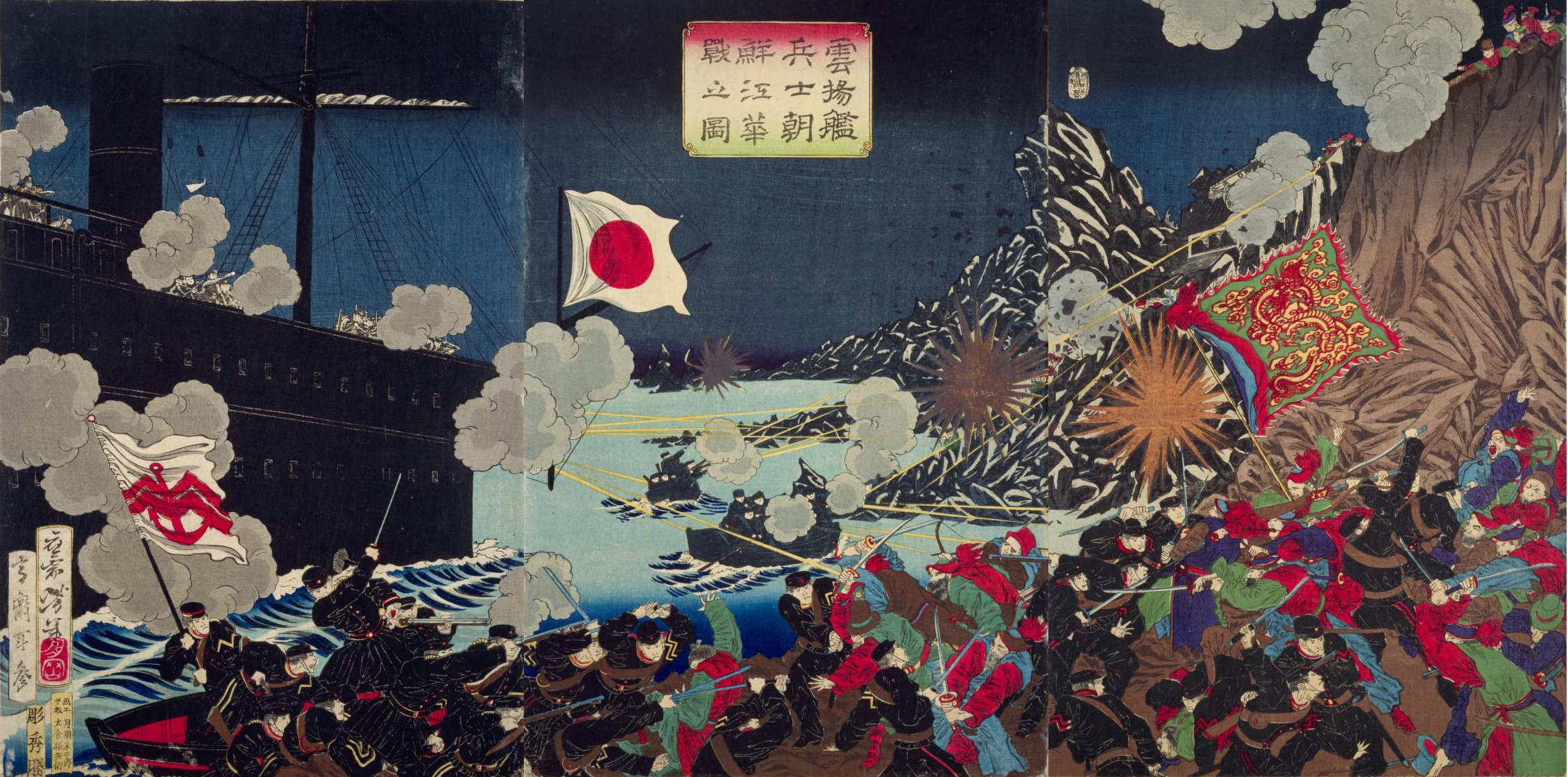
Lực lượng Nhật Bản trên tàu Unyō đang tiến hành đổ bộ lên đảo Ganghwa năm 1875

Tại Triều Tiên, chế độ Quân chủ chuyên chính mãnh liệt của Hưng Tuyên Đại Viện Quân bị Hoàng hậu Minh Thành (Mẫn Phi) lật đổ, Mẫn Phi thiết lập một chính sách đóng cửa (bế quan tỏa cảng) với các cường quốc châu Âu. Pháp và Hoa Kỳ đã tiến hành một số nỗ lực nhằm khởi động thương mại với Triều Tiên nhưng bất thành, tất cả đều diễn ra chỉ trong thời gian Hưng Tuyên Đại Viện Quân nắm quyền. Tuy nhiên, sau khi Đại Viện Quân bị loại khỏi quyền lực, nhiều quan viên mới vốn không ủng hộ ý tưởng mở cửa thông thương với người ngoại quốc cũng lên nắm quyền. Trong khi xảy ra bất ổn chính trị, Nhật Bản nhanh chân phát triển một kế hoạch quân sự nhằm mở cửa, tận dụng sức mạnh Hải quân và gia tăng tầm ảnh hưởng của mình lên Triều Tiên - trước khi một cường quốc châu Âu nào đó có thể tiến hành điều này. Năm 1875, kế hoạch của họ được biến thành hành động, chiến hạm Unyō của Hải quân Nhật Bản dưới quyền Inoue Yoshika được phái đi khảo sát khu vực duyên hải nằm trong vùng biển đặc quyền kinh tế mà không được phía Triều Tiên cho phép.
Ngày 20 tháng 9, Unyō tiếp cận đảo Ganghwa, vốn là nơi từng diễn ra các vụ xung đột, chạm trán bạo lực, đẫm máu giữa Hải quân nhà Triều Tiên với các lực lượng quân sự nước ngoài trong những thập niên trước đó. Những ký ức và cảnh báo về các cuộc chạm trán này vẫn còn nguyên vẹn và lực lượng đồn trú ven biển Triều Tiên sẽ bắn bất kỳ tàu chiến ngoại quốc nào cố gắng tiếp cận. Tuy thế, Inoue Yoshika vẫn lệnh cho hạ thủy một thuyền nhỏ, lấy cớ là để nghiên cứu nước ngọt, tiến gần vào làm mồi nhử. Quân Triều Tiên khai hỏa, Un'yō chớp lấy thời cơ, sử dụng hỏa lực vượt trội của mình để khắc chế pháo thủ của Triều Tiên. Sau đó, lực lượng Nhật Bản tiến công một thành phố ven biển khác của Triều Tiên rồi mới triệt thoái về Nhật Bản.

## Các điều khoản

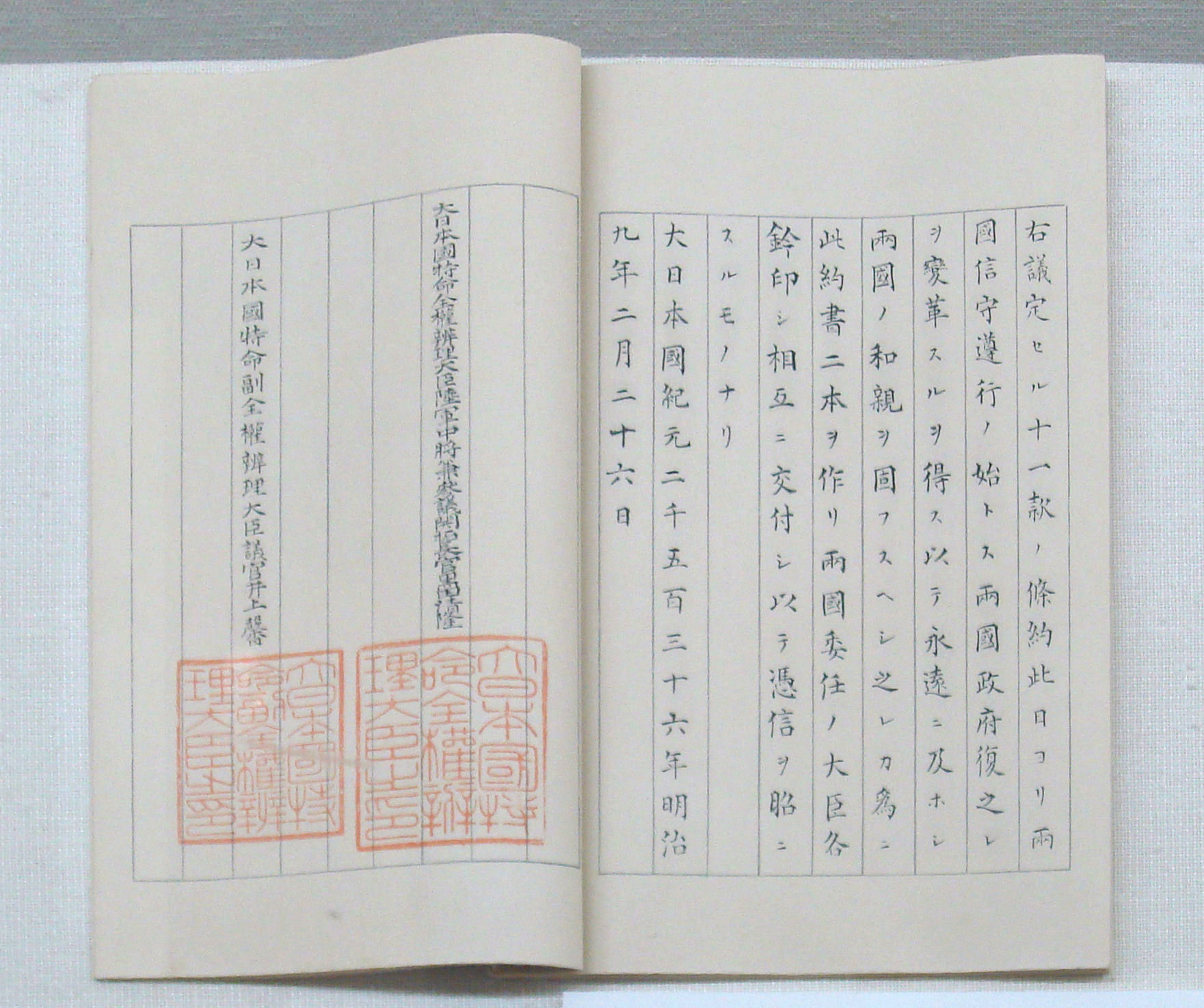
Điều quy Tu hảo Nhật-Triều, 26 tháng 2 năm 1876 - cơ quan sử liệu của Bộ Ngoại giao Nhật Bản

Sau chiến thắng, Nhật Bản sử dụng "ngoại giao pháo hạm" để gây áp lực buộc Triều Tiên ký kết điều ước bất bình đẳng. Theo đó, người Nhật sẽ bắt Triều Tiên mở cửa giống như cái cách mà hạm đội của Matthew Perry đã làm với Nhật vào năm 1853. Theo điều ước, Triều Tiên kết thúc vị thế là quốc gia chư hầu của Đại Thanh và phải mở cửa ba hải cảng cho mậu dịch với Nhật Bản. Điều ước cũng cấp cho người Nhật nhiều quyền lợi Triều Tiên mà tương tự như người phương Tây nhận được tại Nhật Bản, như đặc quyền về kinh tế, luật pháp và ngoại giao.
Những người đàm phán chính là Kuroda Kiyotaka bên phía Nhật Bản và Shin He-on (申櫶) bên phía Triều Tiên.
Các điều khoản của điều ước:
- Điều 1: viết rằng Đại Triều Tiên là một quốc gia độc lập, "...một đất nước tự chủ giữ quyền bình đẳng giống như Nhật Bản Quốc." Đây là một nỗ lực của Nhật Bản nhằm tách Triều Tiên khỏi quan hệ chư hầu truyền thống với các triều đại phong kiến Trung Quốc.
- Điều 2: quy định rằng Nhật Bản và Triều Tiên sẽ trao đổi sứ thần trong vòng 15 tháng và duy trì thường xuyên các phái bộ ngoại giao tại mỗi quốc gia. Triều Tiên cử lễ tào phán thư thân tiếp, giao tế, thương nghị với sứ thần Nhật Bản, đồng thời, phía Nhật Bản cũng sẽ cử ngoại vụ khanh thân tiếp, giao tế, thương nghị với sứ thần Triều Tiên.
- Điều 3: Nhật Bản sẽ sử dụng Quốc văn (tiếng Nhật) và bản dịch Hán văn trong công việc giao thiệp, trong khi Triều Tiên sử dụng Hán văn.
- Điều 4: chấm dứt vai trò trung gian ngoại giao kéo dài hàng thế kỷ của Tsushima khi bãi bỏ toàn bộ các hiệp định đang tồn tại giữa Triều Tiên và Tsushima.

Ngoài việc mở cửa cảng Pusan, Điều 5 cho phép tìm kiếm tại các đạo Kyongsang, Kyonggi, Chungchong, Cholla, Hamgyung và thêm hai hải cảng phù hợp nữa để tiến hành mậu dịch với Nhật Bản, mở cửa vào tháng 10 năm 1877.
- Điều 6: đảm bảo cứu trợ cho các tàu bị mắc cạn hoặc đắm dọc bờ biển Triều Tiên hoặc Nhật Bản.
- Điều 7: cho phép bất kỳ thủy thủ Nhật Bản nào tiến hành các hoạt động khảo sát và lập bản đồ tùy ý tại các vùng biển ngoài đường bờ biển của bán đảo Triều Tiên.
- Điều 8: cho phép các thương dân Nhật Bản cư trú, giao dịch không bị cản trở, và quyền được thuê đất và xây dựng vì các mục đích này tại các cửa khẩu được chỉ định.
- Điều 9: đảm bảo quyền tự do cho hoạt động mậu dịch mà không gặp hạn chế hoặc ngăn cấm từ cả hai chính phủ.
- Điều 10: quy định công dân Nhật Bản phạm tội tại Triều Tiên sẽ được giao lại cho quan viên Nhật Bản tại Triều Tiên để tiến hành điều tra, xét xử và ngược lại.

## Hậu quả

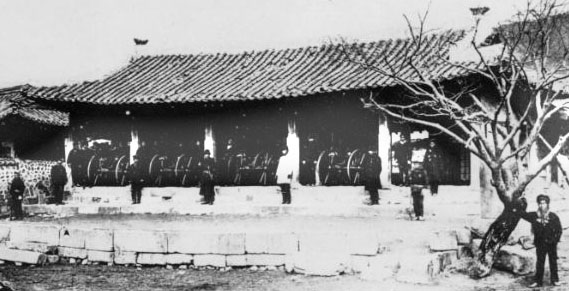
Bốn khẩu súng Gatling do quân đội Nhật dựng lên ở Ganghwa, vào năm 1876

Một năm sau, một hạm đội của Nhật Bản dưới quyền chỉ huy của Kuroda Kiyotaka lại đến Triều Tiên, yêu cầu xin lỗi từ phía chính phủ Triều Tiên và đề xuất một hiệp định thương nghiệp giữa hai quốc gia. Chính phủ Triều Tiên quyết định chấp thuận yêu cầu này với hy vọng sẽ tiếp thu lại một số kỹ thuật quân sự nhằm phòng thủ quốc gia trước bất kỳ cuộc xâm lược nào trong tương lai. Tuy nhiên, hiệp định cuối cùng lại thành ra là một "Điều ước bất bình đẳng" tiếp theo với chính Nhật Bản mà Triều Tiên tiếp tục ký kết. Điều ước trao đặc quyền ngoại giao cho người Nhật tại Triều Tiên và cũng buộc Triều Tiên phải mở tiếp 3 cảng nữa cho thương nhân Nhật Bản vào buôn bán, cụ thể là Busan, Incheon và Wonsan. Với việc ký kết điều ước bất bình đẳng này với Nhật Bản, Đế quốc Đại Hàn tiếp tục bị phụ thuộc vào ngoại bang đồng thời trở nên dễ bị Đế quốc Nhật Bản xâm lược hơn.